# Blue Cross Arena
Blue Cross Arena je víceúčelová aréna nacházející se v Rochesteru ve státě New York v USA. Otevření proběhlo v roce 1955. Aréna je domovským stadionem týmu AHL Rochester Americans, který je farmou týmu NHL Buffalo Sabres.
V roce 1996 začala dvouletá rekonstrukce v hodnotě 41 milionů USD. V roce 1998 proběhla změna názvu arény z Rochester Community War Memorial na Blue Cross Arena. Blue Cross je jednou z největších pojišťovacích firem v USA.